# Repubblica Subalpina
La denominazione Repubblica Subalpina viene usato nelle opere storiografiche per indicare il periodo della storia del Piemonte d'inizio Ottocento immediatamente precedente all'annessione alla Francia ad opera di Napoleone.

## Storia
Approfittando dell'assenza di Napoleone, impegnato in Egitto, nel 1799 l'esercito imperiale austriaco era passato all'offensiva in Italia, vanificando in pratica tutte le conquiste francesi degli anni precedenti. Tornato in patria e ottenuto il consolato e vista l'inadeguatezza dei propri sostituti, il generale corso decise di riprendere personalmente in mano la situazione nel teatro bellico che ne aveva lanciato la fama. Già nel giugno del 1800 Napoleone aveva scompaginato le armate tedesche con la battaglia di Marengo, ripristinando in buona parte il precedente assetto territoriale basato sulle repubbliche sorelle.
Il 16 giugno 1800 venne ripristinata la Repubblica Piemontese. Se un anno prima tuttavia i transalpini avevano annunciato senza mezzi termini i loro propositi annessionistici, questa volta i francesi si trovarono nell'opportunità politica di dissimulare i loro intenti. Durante l'annata di guerra, infatti, gli invasori tedeschi avevano manifestato appetiti espansionistici sul territorio, opponendosi alla restaurazione sabauda: le mire asburgiche sul Piemonte erano state addirittura fra le principali cause dello sfascio politico, e solo conseguentemente militare, della Seconda coalizione. Napoleone non poteva quindi associare la propria immagine a quella imperiale perseguendo platealmente gli stessi obiettivi, quindi scelse un percorso politico più cauto concedendo alla regione un'autonomia formalmente identica a quella della Repubblica Ligure e della Repubblica Cisalpina, anche se in realtà essa restava sottoposta alla Francia e priva di soggettività di diritto internazionale. Come in Lombardia e in Liguria il potere esecutivo fu delegato a una Commissione straordinaria di governo di sette persone, mentre il potere legislativo fu affidato a una Consulta legislativa di 30 membri nominata e presieduta dai francesi. Per millantare una politica autonoma, gli atti pubblici furono intestati alla Nazione Piemontese. Fu introdotta una coccarda patriottica in cui il bianco del tricolore francese (giudicato un cromatismo monarchico) fu sostituito dall'arancione, simbolo della democrazia, già adottato dalla Repubblica di Alba nel 1796. I tre colori furono usati per le divise delle guardie e per la bandiera.
Il 24 dicembre, emulando la Repubblica Francese e la Repubblica Cisalpina, il governo fu affidato a una triade di personaggi nominati come Comitato di governo.
Già nel marzo del 1801 l'esercito piemontese venne incorporato in quello francese e qualche mese dopo anche la gestione amministrativa della regione passò in mani francesi (tranne Novara, già ceduta alla Repubblica Cisalpina dal settembre 1800) spostando nuovamente il confine lombardo-piemontese dal Ticino al Sesia, come un secolo prima; l'italiano fu sostituito dal francese negli atti ufficiali e venne introdotto il franco come valuta ufficiale.
Il 26 aprile 1801 il vecchio governo venne sostituito da un'Amministrazione generale del Piemonte con l'esplicita missione di completare la francesizzazione della regione; venne introdotta la legge comunale transalpina che prevedeva sindaci nominati da Napoleone nelle città e dai prefetti nei piccoli paesi; furono definitivamente istituiti i nuovi enti provinciali aggiungendovi il Dipartimento di Marengo, scindendo Alessandria da Asti, istituendo il Dipartimento della Dora (con Ivrea e Aosta) e portando a sei il numero delle prefetture, mentre si iniziò la riforma transalpina della legislazione. In un’epoca in cui la lingua italiana era pressoché sconosciuta se non ai laureati e il popolo parlava il piemontese, lingua per sua natura a cavallo tra il francese e l’italiano, la transizione non risultò sconvolgente.
Come ultimo atto, l'11 settembre del 1802 un voto del senato francese cancellò il Piemonte dalla carta politica d'Europa e lo annetté alla Francia.
La Repubblica Subalpina viene ricordata soprattutto dai numismatici, in quanto per compiacere Napoleone essa coniò (per la prima volta in Italia) monete secondo il sistema metrico decimale, vale a dire il marengo e una moneta da 5 franchi (decreto del 13 marzo 1801 dalla Commissione esecutiva del Piemonte, presieduta da Carlo Bossi).